# Castellar (Aguilar de Segarra)
Castellar és una entitat de població al municipi d'Aguilar de Segarra, a la comarca catalana del Bages. El poble se situa la dreta de la riera de Rajadell a la confluència d'aquesta amb la de Grevalosa. La carretera N-141g, branc de la C-25, és la seva principal via de comunicació. El seu edifici principal és el castell de Castellar, l'església i la rectoria estan situades en un flanc del turó del castell, amb el que formen un conjunt monumental del qual destaca la silueta del campanar.
El comtat de Castellar fou concedit el 1707 per Carles III a Francesc d'Amat-Grevalosa i de Planella, baró de Castellar (comtat de Sant Miquel de Castellar, des del 1923). Al segle xix formava municipi amb les quadres de les Coromines, Puigfarners i Seguers i el santuari de Còdolrodon.